# NGC 1300

NGC 1300

إن جي سي 1300 (بالإنجليزية: NGC 1300)‏، هي مجرة حلزونية تقع ضمن مجموعة كوكبة النهر، وتبعد هذه المجرة مسافة 69 مليون سنة ضوئية عنا وتبلغ مساحتها 110,000 سنة ضوئية.